# То літо пристрасті
«То літо пристрасті» («Un été brûlant») — французький художній фільм 2011 року, знятий режисером Філіппом Гаррелєм.

## Сюжет
Художник страждає після того, як його дружина актриса покинула його. Герой знайшов свій вихід: самогубство в автокатастрофі, і тепер, озираючись назад, згадує про бурхливі пристрасті, яскраві та справжні почуття, які супроводжували роман з його колишньою.

## У ролях
- Моніка Беллуччі — Анджела
- Луї Гаррель — Фредерік
- Селіна Саллетт — Елізабет
- Жером Робар — Пол
- Владислав Галар — Роланд
- Венсан Макень — Ахілл
- Моріс Гаррель — роль другого плану
- Гаель Камілінді — роль другого плану

## Знімальна група
- Режисер — Філіпп Гаррель
- Сценаристи — Марк Холоденко, Каролін Дерюа-Гаррель, Філіпп Гаррель
- Оператор — Віллі Куран
- Композитор — Джон Кейл
- Художник — Джастін Пірс
- Продюсер — Джорджо Мальюло